# صندل

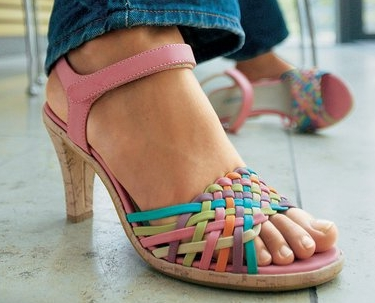
صندل پاشنه بلند

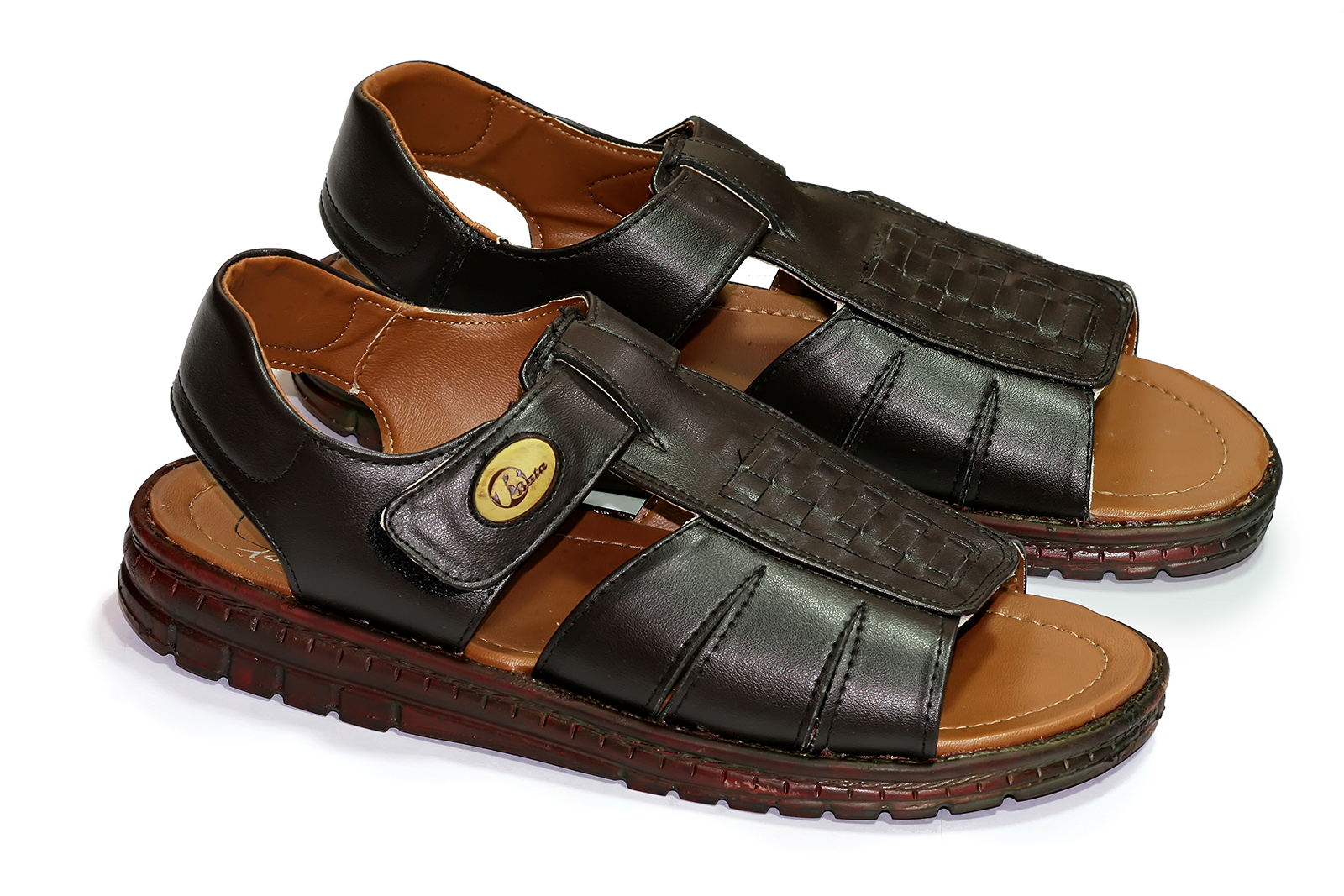
صندل مردانه

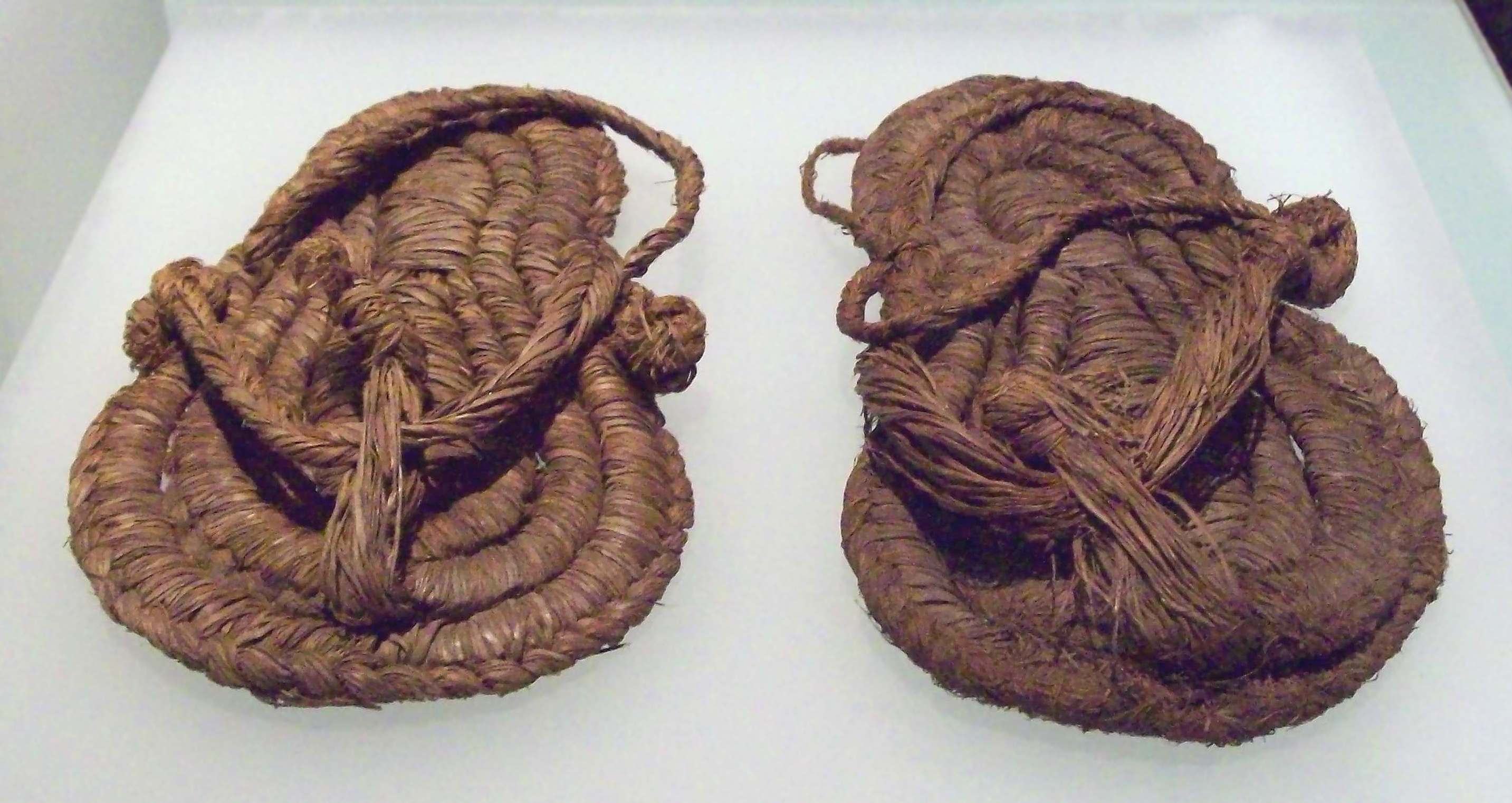
یک صندل قدیمی کشف شده در اسپانیا - ۵ یا ۶ هزار سال قبل از میلاد

صندل (به انگلیسی: sandals) نوعی کفش روباز و سبک است که معمولاً با بندی که در پشت مچ پا قرار می‌گیرد، پوشیده می‌شود. صندل‌ها به دلیل راحتی در مناطق گرمسیری محبوبیت فراوانی دارند.

## تاریخچه
قدیمی‌ترین صندل کشف شده مربوط می‌شود به غار راک‌فورت در ایالت اورگن، آمریکا که قدمت آن ده هزار سال تخمین زده شده‌است.
در یونان باستان صندل را با استفاده از شاخ و برگ گیاهان می‌ساختند که بازیگران کمدی و فیلسوفان از آن استفاده می‌کردند. گاهی برای ضخامت بیشتر صندل از چوب‌پنبه نیز استفاده می‌کردند.
مصریان باستان نیز صندل را از برگ‌های درخت نخل و پاپیروس می‌ساختند. این‌گونه صندل در مجسمه‌های مصریان نیز دیده شده‌است.

## ساخت
صندل‌ها ممکن است از چرم، پلاستیک، چوب، طناب یا دیگر مواد ساخته شوند. معمولاً صندل با یک یا دو بند که در پشت یا بین انگشتان پا قرار می‌گیرد طراحی می‌شود. صندل‌ها در اندازه‌ها و مدل‌های متنوعی به صورت لژدار، تخت، بنددار، انگشتی، پاشنه بلند یا کوتاه نیز تولید می‌شوند.